# Округ Кришчан (Мисури)
Кришчан (енгл. Christian County) је округ у америчкој савезној држави Мисури.

## Демографија
По попису из 2010. године број становника је 77.422, што је 23.137 (42,6%) становника више него 2000. године.
| Група             | 2000.          | 2010.          |
| Белци             | 52.409 (96,5%) | 72.982 (94,3%) |
| Афроамериканци    | 145 (0,3%)     | 449 (0,6%)     |
| Азијати           | 157 (0,3%)     | 393 (0,5%)     |
| Хиспаноамериканци | 714 (1,3%)     | 1.898 (2,5%)   |
| Укупно            | 54.285         | 77.422         |